# Front Lines
Front Lines est un jeu vidéo de type wargame développé et édité par Impressions Games, sorti en 1994 sur DOS.

## Accueil
| Front Lines |      |       |
| Média       | Pays | Notes |
| Gen4        | FR   | 50 %  |
| Joystick    | FR   | 85 %  |
| PC Gamer US | US   | 80 %  |
| PC Team     | FR   | 81 %  |